# ماريانا كويلو
ماريانا كويلو (بالبرتغالية: Mariana Coelho‏) هي كاتِبة وشاعرة برازيلية، ولدت في 10 سبتمبر 1857 في فيلا ريال في البرتغال، وتوفيت في 29 نوفمبر 1954 في كوريتيبا في البرازيل بسبب نوبة قلبية.